# 레인메이커 (1997년 영화)
《레인메이커》(영어: The Rainmaker)는 1997년 공개된 미국의 법률 드라마 영화이다.

## 줄거리
최근 멤피스 주립대학교 로스쿨을 졸업한 루디 베일러는 고소득 직업 전망이 보이지 않는다. 그는 멤피스의 한 바에서 일자리를 얻고, 그곳에서 바의 주인인 J. 라이먼 "브루저" 스톤을 만난다. 브루저는 무자비하지만 성공적인 앰뷸런스 체이서이기도 하다. 그는 루디를 소속변호사로 고용한다.
브루저의 동료들은 사건을 찾아 재판을 준비함으로써만 돈을 받는다. 루디는 자신이 몇몇 사건을 가지고 있다고 말하는데, 그 중 하나는 수백만 달러의 손해 배상을 받을 수 있다고 자랑하는 보험 악의적인 불이행 건이다. 흥미를 느낀 브루저는 루디에게 사무실의 법률사무 보조원 덱 시프렛을 소개한다. 덱은 전직 보험 조사관으로 윤리적으로 의심스러우며, 법학 학위는 있지만 변호사 시험에 여섯 번이나 낙방했다. 브루저는 그가 수완이 좋고, 사건을 잘 찾아내고, 정보 수집에 능하며, 보험 업계에 대한 유용한 지식을 가지고 있기 때문에 그를 고용했다.
루디는 테네시 주 변호사 시험에 합격했지만, 아직 변호사로서 정식으로 활동할 수 있는 면허는 없다. 브루저가 법원에 나타나지 않자 루디는 사건을 변론하려 하지만, 하비 헤일 판사는 루디를 꾸짖으며 먼저 면허를 취득하라고 말한다. 변호사 레오 F. 드러먼드는 루디가 판사 앞에서 선서할 때 루디를 변호하겠다고 제안한다. 그 후 루디는 FBI가 브루저의 사무실을 급습했고, 브루저는 사라졌다는 것을 알게 된다.
도주하기 전, 브루저는 루디와 덱에게 성공적인 사건에 대한 대가로 각각 5500달러를 주었다. 그들은 돈을 모아 개업한다. 그들은 중년 부부인 닷과 버디 블랙을 위해 소송을 제기한다. 그들의 22살 아들 도니 레이는 백혈병으로 시한부 삶을 살고 있었는데, 보험 회사 그레이트 베네핏이 거부한 골수 이식을 받았다면 살 수 있었을 것이다.
법정에서 한 번도 변론해본 적 없는 루디는 이제 드러먼드가 이끄는 유명 로펌 틴리 브리트의 베테랑 변호사들을 상대해야 한다. 법정에서 헤일은 루디와 드러먼드에게 사건을 기각할 것이라고 말한다. 그는 이 사건을 사법 절차를 늦추는 "복권" 사건으로 보았다. 그러나 헤일은 기각 신청을 허가하기 전에 치명적인 심장마비를 겪는다. 헤일을 대신하여 더 동정적인 판사인 타이론 키플러가 임명된다. 키플러는 전직 인권 변호사로, 덱은 그가 틴리 브리트를 싫어한다는 것을 알고 있었다. 키플러는 즉시 그레이트 베네핏의 기각 신청을 거부한다. 그는 도니 레이 블랙이 죽기 전에 증언을 녹화할 수 있도록 사건을 신속하게 처리하기로 동의한다.
병원에서 새로운 의뢰인을 찾던 루디는 가정 폭력의 피해자인 켈리 라이커를 만난다. 그녀의 남편 클리프는 여러 차례 그녀를 때려 입원해야 했다. 루디와 켈리는 연인 관계로 발전한다. 루디는 켈리에게 이혼 소송을 제기하도록 설득한다. 이는 결국 클리프와의 유혈 대치로 이어져 루디가 클리프를 거의 죽일 뻔한다. 루디가 연루되는 것을 막기 위해 켈리는 루디에게 집을 떠나라고 명령한다. 그녀는 그 후 직접 클리프를 죽이고, 경찰에게는 자기방어였다고 말한다. 클리프의 오랜 가정 폭력 이력을 바탕으로 지방 검사는 켈리를 기소하지 않는다.
도니 레이는 영상 증언조서를 한 지 며칠 만에 사망한다. 사건은 재판으로 넘어가고, 드러먼드는 루디의 핵심 증인 재키 레만치크의 중요한 증언이 도난된 매뉴얼에 기반하고 있어 증거로 허용되지 않는다는 이유로 기록에서 삭제되게 한다. 그럼에도 불구하고, 루디의 투지와 현재 카리브해에 기반을 둔 도망자 브루저(덱이 중개인을 통해 연결되어 있음)의 은밀한 참조 도움 덕분에 재키의 증언과 그레이트 베네핏 직원 매뉴얼은 마침내 증거로 채택되어 드러먼드를 당황시킨다.
루디는 그레이트 베네핏의 CEO 윌프레드 킬리를 능숙하게 반대신문한다. 최종 변론의 일환으로 그는 도니 레이의 증언을 재생한다. 배심원단은 도니 레이 가족에게 실제 손해 배상과 그레이트 베네핏이 지불할 수 없는 엄청난 징벌적 손해배상금을 평결한다. 이는 루디와 덱에게 큰 승리였고, 킬리는 FBI에 체포되고 그레이트 베네핏에 대한 조사가 여러 관할 구역에서 시작된다. 보험 회사는 파산을 선언하여 징벌적 손해배상금을 지불하는 것을 피하게 된다. 슬픔에 잠긴 부모에게는 돈이 지급되지 않았고, 루디나 드러먼드에게도 수수료가 없었다. 닷은 그레이트 베네핏을 폐업시켜 다른 가족들을 희생시키지 못하게 한 것에 만족감을 표한다.
이러한 성공이 미래 의뢰인들에게 비현실적인 기대를 불러일으킬 것이므로, 루디는 새로운 개업을 포기하고 법을 가르치기로 결정한다. 그와 켈리는 함께 마을을 떠나 불확실하지만 밝은 미래를 향해 나아간다.

## 배역
- 맷 데이먼 - 루디 베일러
- 클레어 데인스 - 켈리 라이커
- 존 보이트 - 리오 F. 드러먼드
- 메리 케이 플레이스 - 돗 블랙
- 미키 루크 - J. 라이먼 스톤
- 대니 드비토 - 덱 시플렛
- 딘 스톡웰 - 하비 헤일
- 버지니아 매드슨 - 재키 리먼츠크

## 흥행
영화는 북아메리카에서 첫 주에 《아나스타샤》와 모탈 컴뱃 2에 밀려 3위로 데뷔하여 첫주에 1060만 달러의 흥행을 냈다. 미국 박스 오피스 집계에 의하면 총 4590만 달러의 흥행을 냈다.

## 평가
영화는 긍정적인 평을 받았다. 로튼토마토에서 82%를 차지했다.

### 수상 및 후보
모두 후보에만 오르고 수상에는 실패했다.
블록버스터 엔터테인먼트 어워드
- 남우주연상 — 드라마 (맷 데이먼)
- 남우주연상 — 드라마 (대니 드비토)
- 여주조연상 — 드라마 (클레어 데인스)

골든 글로브 어워드
- 남주조연상 (존 보이트)

NAACP 이미지 어워드
- 남주조연상 - 영화 (대니 글러버)

새틀라이트 어워드
- 남주조연상 - 드라마 영화 (대니 드비토)

USC 각본상
- 각본상 (존 그리샴, 프랜시스 코드 코폴라)